# British Rail Class 158
British Rail Class 158 – typ spalinowych zespołów trakcyjnych wytwarzanych w latach 1989–1992 przez zakłady BREL w Derby. Łącznie wyprodukowano 182 zestawy, z czego 170 pozostaje aktualnie w eksploatacji. Są używane zarówno na krótkich trasach podmiejskich, jak i dłuższych liniach regionalnych. Obecnie można je znaleźć w taborze następujących przewoźników: Arriva Trains Wales, East Midlands Trains, First Great Western, First ScotRail, Northern Rail i South West Trains. 

## Linki zewnętrzne

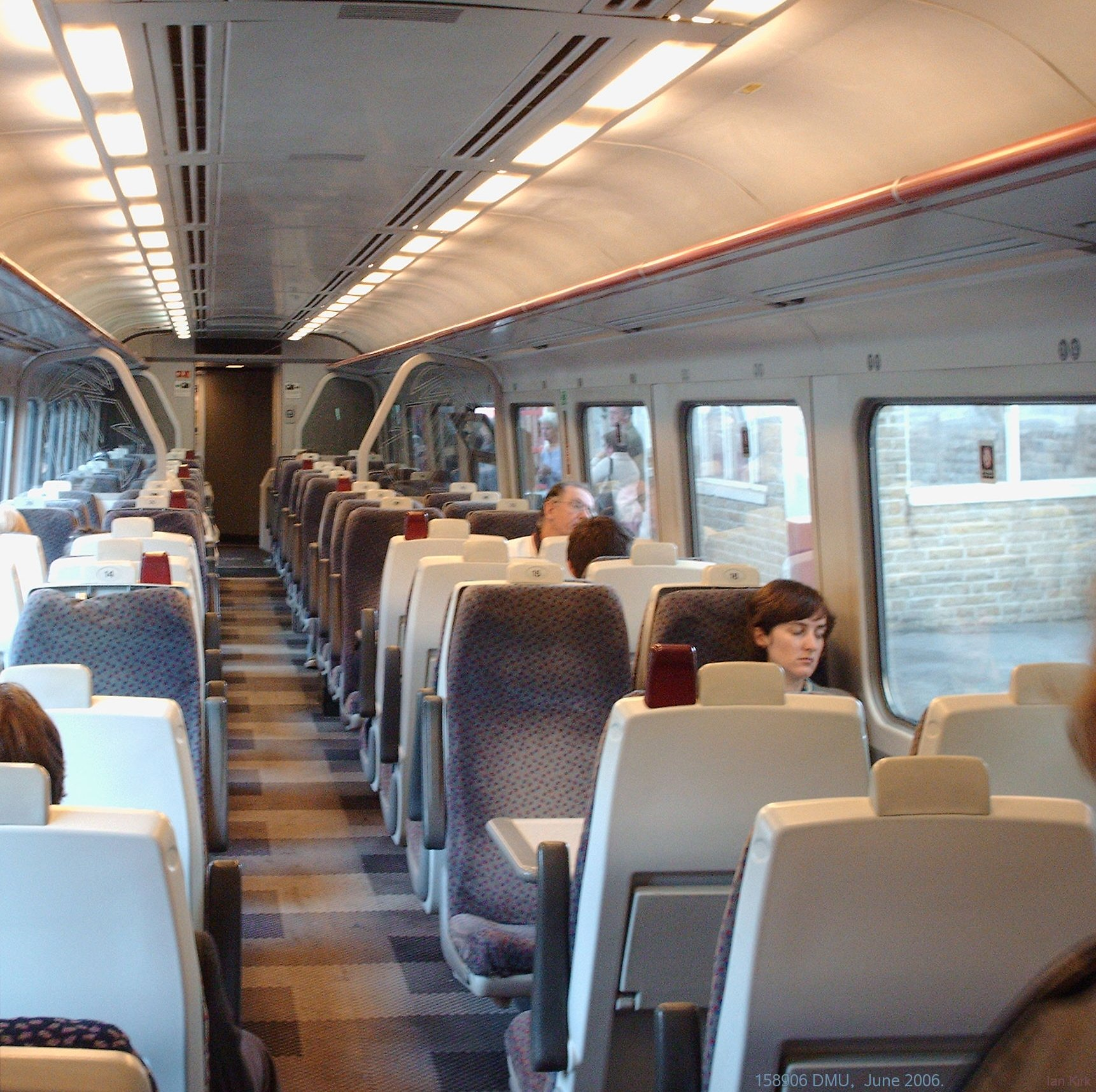
Wnętrze pociągu